# Chemnitzer Fußballclub 2002-2003
Questa voce raccoglie le informazioni riguardanti il Chemnitzer Fußballclub nelle competizioni ufficiali della stagione 2002-2003.

## Stagione
Nella stagione 2002-2003 il Chemnitz, allenato da Matthias Schulz, Dirk Barsikow e Joachim Müller, concluse il campionato di Regionalliga nord all'11º posto.

## Rosa
| N. |                     | Ruolo | Calciatore        |
| -- | ------------------- | ----- | ----------------- |
| 1  | Germania (bandiera) | P     | Holger Hiemann    |
| 2  | Germania (bandiera) | D     | Jan Schmidt       |
| 3  | Germania (bandiera) | C     | Ralf Hauptmann    |
| 4  | Germania (bandiera) | D     | Markus Ahlf       |
| 5  | Germania (bandiera) | C     | Ingo Walther      |
| 6  | Germania (bandiera) | D     | Rudolf Zedi       |
| 7  | Germania (bandiera) | C     | Andreas Biermann  |
| 8  | Bulgaria (bandiera) | C     | Zvetomir Tchipev  |
| 9  | Turchia (bandiera)  | A     | Ersin Demir       |
| 10 | Germania (bandiera) | A     | Stefan Meißner    |
| 11 | Germania (bandiera) | D     | Ulf Mehlhorn      |
| 12 | Germania (bandiera) | P     | Sebastian Klömich |
| 13 | Camerun (bandiera)  | A     | Cesar M'Boma      |
| 14 | Germania (bandiera) | C     | Aleksandar Simic  |

| N. |                     | Ruolo | Calciatore        |
| -- | ------------------- | ----- | ----------------- |
| 15 | Germania (bandiera) | D     | Daniel Göhlert    |
| 16 | Germania (bandiera) | A     | Sebastian Meyer   |
| 17 | Germania (bandiera) | C     | Robin Lenk        |
| 17 | Germania (bandiera) | A     | Rainer Krieg      |
| 18 | Germania (bandiera) | D     | Fabian Wohlgemuth |
| 19 | Germania (bandiera) | A     | Ronny König       |
| 20 | Germania (bandiera) | P     | Steffen Süßner    |
| 21 | Germania (bandiera) | A     | Steve Rolleder    |
| 22 | Germania (bandiera) | C     | Guido Jörres      |
| 23 | Germania (bandiera) | D     | Sascha Gillert    |
| 24 | Germania (bandiera) | D     | Mike Baumann      |
|    | Germania (bandiera) | C     | Martin Chudzik    |
|    | Germania (bandiera) | C     | André Krasselt    |

## Organigramma societario
Area tecnica
- Allenatore: Frank Rohde
- Allenatore in seconda:
- Preparatore dei portieri:
- Preparatori atletici:
- Analisi video:

## Calciomercato

### Sessione estiva
| Acquisti | Acquisti          | Acquisti           | Acquisti |
| R.       | Nome              | da                 | Modalità |
| -------- | ----------------- | ------------------ | -------- |
| C        | Guido Jörres      | Fortuna Düsseldorf |          |
| A        | Cesar M'Boma      | Jahn Ratisbona     |          |
| D        | Fabian Wohlgemuth | Hansa Rostock II   |          |
| D        | Rudolf Zedi       | Fortuna Düsseldorf |          |

| Cessioni | Cessioni           | Cessioni           | Cessioni |
| R.       | Nome               | a                  | Modalità |
| -------- | ------------------ | ------------------ | -------- |
| C        | Christian Fröhlich | St. Pauli          |          |
| D        | Torsten Bittermann | Dinamo Dresda      |          |
| C        | Sergio Bustos      | Defensa y Justicia |          |
| A        | Marcel Podszus     | Fortuna Colonia    |          |
| A        | Krystian Prymula   | LR Ahlen           |          |
| C        | Robert Ratkowski   | Waldhof Mannheim   |          |
| C        | Olaf Renn          | Lokomotive Lipsia  |          |

### Sessione invernale
| Acquisti | Acquisti | Acquisti | Acquisti |
| R.       | Nome     | da       | Modalità |
| -------- | -------- | -------- | -------- |

| Cessioni | Cessioni     | Cessioni | Cessioni |
| R.       | Nome         | a        | Modalità |
| -------- | ------------ | -------- | -------- |
| D        | Marco Franke | Ulma     |          |

## Risultati

### Regionalliga

#### Girone di andata
| Arbitro: | Lupp |

|                |           |                    |
| Demir 27’, 57’ | Marcatori | 79’ (rig.) Küsters |

| Arbitro: | Gagelmann |

|          |           |                                  |
| Löbe 65’ | Marcatori | 33’ Demir 67’ Fröhlich 86’ Krieg |

| Arbitro: | Weber |

|             |           |             |
| Tchipev 25’ | Marcatori | 17’ Tomoski |

| Arbitro: | Grabanowski |

|                                          |           |                   |
| Schriewersmann 31’ (rig.) Milde 87’, 90’ | Marcatori | 5’ Zedi 56’ Demir |

| Arbitro: | Henschel |

|           |           |                                                       |
| Krieg 12’ | Marcatori | 37’, 86’ (rig.) Schindler 82’ Bester 87’ Shapourzadeh |

| Arbitro: | Hennecke |

|                         |           |                                   |
| Guščinas 9’ Trejgis 90’ | Marcatori | 29’ Vesovic 57’ Meißner 85’ Demir |

| Arbitro: | Rafati |

|              |           |  |
| Biermann 25’ | Marcatori |  |

| Arbitro: | Thomßen |

|                       |           |                      |
| Gambino 81’ Şirin 90’ | Marcatori | 33’ M'Boma 37’ Demir |

| Arbitro: | Steinhaus-Webb |

|                       |           |                          |
| Tchipev 72’ Demir 85’ | Marcatori | 17’ Noveski 20’ Heidrich |

| Arbitro: | Winkmann |

|                     |           |  |
| Džaka 8’ Thönes 84’ | Marcatori |  |

| Arbitro: | Kinhöfer |

|  |           |                     |
|  | Marcatori | 45’ Schütte 53’ Isa |

| Arbitro: | Weber |

|          |           |           |
| Cebe 89’ | Marcatori | 30’ Demir |

| Arbitro: | Marks |

|  |           |                 |
|  | Marcatori | 79’, 85’ Sağlık |

| Arbitro: | Seemann |

|                                 |           |           |
| Spasskov 6’ Mamoum 45’ Kuru 90’ | Marcatori | 75’ Demir |

| Arbitro: | Grabanowski |

|  |           |                   |
|  | Marcatori | 45’ Chałaśkiewicz |

| Arbitro: | Margenberg |

|                                |           |             |
| Jörres 12’ (aut.) Heidrich 24’ | Marcatori | 63’ Meißner |

| Arbitro: | Grudzinski |

|                        |           |  |
| Mehlhorn 68’ Meyer 76’ | Marcatori |  |

#### Girone di ritorno
| Münster 22 novembre 2002, ore 19:30 CET 18ª giornata | Preußen Münster | 0 – 0 referto | Chemnitz | Preußenstadion (2 517 spett.)\| Arbitro: \| Schempershauwe \| |
| Arbitro:                                             | Schempershauwe  |               |          |                                                               |

| Arbitro: | Meyer |

|                |           |  |
| Demir 22’, 90’ | Marcatori |  |

| Essen 6 dicembre 2002, ore 19:30 CET 20ª giornata | Rot-Weiss Essen | 0 – 0 referto | Chemnitz | Georg-Melches-Stadion (9 176 spett.)\| Arbitro: \| Hems \| |
| Arbitro:                                          | Hems            |               |          |                                                            |

| Arbitro: | Grudzinski |

|                        |           |                                                   |
| Meißner 22’ M'Boma 37’ | Marcatori | 4’ Schriewersmann 39’ Perdei 60’ Kirch 80’ Kaiser |

| Amburgo 8 marzo 2003, ore 14:00 CET 22ª giornata | Amburgo II | 0 – 0 referto | Chemnitz | Wolfgang-Meyer-Sportanlage (340 spett.)\| Arbitro: \| Zinken \| |
| Arbitro:                                         | Zinken     |               |          |                                                                 |

| Arbitro: | Seemann |

|                          |           |                 |
| Demir 20’, 43’ Meyer 70’ | Marcatori | 49’ (aut.) Ahlf |

| Arbitro: | Rafati |

|              |           |                     |
| Schwanke 78’ | Marcatori | 29’ Demir 61’ Meyer |

| Arbitro: | Henschel |

|                       |           |                                 |
| Meyer 12’ Meißner 65’ | Marcatori | 31’ Senesie 36’ Sahin 89’ Şirin |

| Arbitro: | Scheppe |

|                           |           |  |
| Jank 25’, 75’ Noveski 42’ | Marcatori |  |

| Arbitro: | Plaggenborg |

|                       |           |  |
| Walther 39’ Demir 87’ | Marcatori |  |

| Arbitro: | Hoyzer |

|                                                    |           |              |
| Halat 22’ Claaßen 62’ Schüßler 63’, 77’ Sidney 81’ | Marcatori | 66’ Rolleder |

| Chemnitz 3 maggio 2003, ore 14:00 CEST 29ª giornata | Chemnitz | 0 – 0 referto | Uerdingen 05 | Stadion an der Gellertstraße (2 548 spett.)\| Arbitro: \| Perschke \| |
| Arbitro:                                            | Perschke |               |              |                                                                       |

| Arbitro: | Frank |

|                                 |           |                                               |
| Kushev 30’ Dobrý 32’ Sağlık 82’ | Marcatori | 26’ Gillert 40’ Walther 60’ Meißner 65’ Demir |

| Arbitro: | Stachowiak |

|           |           |  |
| Meyer 15’ | Marcatori |  |

| Arbitro: | Späker |

|                                                 |           |                       |
| Lau 74’, 85’ Röver 75’ Chałaśkiewicz 83’ (rig.) | Marcatori | 6’ Rolleder 28’ Meyer |

| Arbitro: | Scheppe |

|                            |           |  |
| Rolleder 8’, 79’ Demir 84’ | Marcatori |  |

| Arbitro: | Voss |

|                                        |           |           |
| Celikovic 44’ Steegmann 72’ Ndjeng 83’ | Marcatori | 33’ Demir |

## Statistiche

### Statistiche di squadra
| Competizione      | Punti | In casa | In casa | In casa | In casa | In casa | In casa | In trasferta | In trasferta | In trasferta | In trasferta | In trasferta | In trasferta | Totale | Totale | Totale | Totale | Totale | Totale | DR |
| Competizione      | Punti | G       | V       | N       | P       | Gf      | Gs      | G            | V            | N            | P            | Gf           | Gs           | G      | V      | N      | P      | Gf     | Gs     | DR |
| ----------------- | ----- | ------- | ------- | ------- | ------- | ------- | ------- | ------------ | ------------ | ------------ | ------------ | ------------ | ------------ | ------ | ------ | ------ | ------ | ------ | ------ | -- |
| Regionalliga nord | 44    | 17      | 8       | 3       | 6       | 24      | 20      | 17           | 4            | 5            | 8            | 23           | 35           | 34     | 12     | 8      | 14     | 47     | 55     | -8 |
| Totale            | 44    | 17      | 8       | 3       | 6       | 24      | 20      | 17           | 4            | 5            | 8            | 23           | 35           | 34     | 12     | 8      | 14     | 47     | 55     | -8 |

### Andamento in campionato
| Giornata  | 1 | 2 | 3 | 4 | 5 | 6 | 7 | 8 | 9 | 10 | 11 | 12 | 13 | 14 | 15 | 16 | 17 | 18 | 19 | 20 | 21 | 22 | 23 | 24 | 25 | 26 | 27 | 28 | 29 | 30 | 31 | 32 | 33 | 34 |
| --------- | - | - | - | - | - | - | - | - | - | -- | -- | -- | -- | -- | -- | -- | -- | -- | -- | -- | -- | -- | -- | -- | -- | -- | -- | -- | -- | -- | -- | -- | -- | -- |
| Luogo     | C | T | C | T | C | T | C | T | C | T  | C  | T  | C  | T  | C  | T  | C  | T  | C  | T  | C  | T  | C  | T  | C  | T  | C  | T  | C  | T  | C  | T  | C  | T  |
| Risultato | V | V | N | P | P | V | V | N | N | P  | P  | N  | P  | P  | P  | P  | V  | N  | V  | N  | P  | N  | V  | V  | P  | P  | V  | P  | N  | V  | V  | P  | V  | P  |
| Posizione | 2 | 2 | 2 | 6 | 9 | 6 | 4 | 4 | 7 | 9  | 10 | 10 | 12 | 12 | 14 | 15 | 13 | 12 | 11 | 13 | 14 | 14 | 11 | 10 | 11 | 13 | 11 | 11 | 13 | 10 | 10 | 12 | 10 | 11 |

Legenda:

Luogo: C = Casa; T = Trasferta. Risultato: V = Vittoria; N = Pareggio; P = Sconfitta.

### Statistiche dei giocatori
| M. Ahlf       | 8  | 0  | 0  | 0 |
| M. Baumann    | 11 | 0  | 4  | 0 |
| A. Biermann   | 17 | 1  | 0  | 0 |
| M. Chudzik    | 0  | 0  | 0  | 0 |
| E. Demir      | 33 | 18 | 7  | 1 |
| C. Fröhlich   | 4  | 1  | 1  | 1 |
| S. Gillert    | 5  | 1  | 0  | 0 |
| D. Göhlert    | 34 | 0  | 9  | 0 |
| R. Hauptmann  | 0  | 0  | 0  | 0 |
| H. Hiemann    | 22 | 0  | 1  | 1 |
| G. Jörres     | 15 | 0  | 3  | 0 |
| S. Klömich    | 0  | 0  | 0  | 0 |
| A. Krasselt   | 0  | 0  | 0  | 0 |
| R. Krieg      | 20 | 2  | 2  | 0 |
| R. König      | 12 | 0  | 1  | 0 |
| R. Lenk       | 1  | 0  | 0  | 0 |
| C. M'Boma     | 20 | 2  | 3  | 0 |
| U. Mehlhorn   | 32 | 1  | 6  | 0 |
| S. Meißner    | 30 | 5  | 10 | 2 |
| S. Meyer      | 22 | 6  | 1  | 0 |
| S. Rolleder   | 22 | 4  | 1  | 0 |
| J. Schmidt    | 22 | 0  | 8  | 0 |
| A. Simic      | 22 | 0  | 1  | 0 |
| S. Süßner     | 13 | 0  | 0  | 0 |
| Z. Tchipev    | 23 | 2  | 10 | 0 |
| A. Vesovic    | 8  | 1  | 0  | 0 |
| I. Walther    | 27 | 2  | 9  | 1 |
| F. Wohlgemuth | 0  | 0  | 0  | 0 |
| R. Zedi       | 33 | 1  | 9  | 1 |